# Ronny Marcos
Ronny Marcos (ur. 1 października 1993 w Oldenburg in Holstein) – mozambicki piłkarz niemieckiego pochodzenia występujący na pozycji obrońcy w austriackim klubie SV Ried oraz w reprezentacji Mozambiku. Wychowanek Hansy Rostock, w swojej karierze grał także w takich zespołach jak Hamburger SV oraz Greuther Fürth.

## Statystyki kariery
(aktualne na dzień 14 lipca 2016)
| Klub               | Sezon              | Liga               | Liga  | Liga   | Puchar kraju | Puchar kraju | Europa | Europa | Suma  | Suma   |
| Klub               | Sezon              | Liga               | Mecze | Bramki | Mecze        | Bramki       | Mecze  | Bramki | Mecze | Bramki |
| ------------------ | ------------------ | ------------------ | ----- | ------ | ------------ | ------------ | ------ | ------ | ----- | ------ |
| Hansa Rostock      | 2012/13            | 3. liga            | 16    | 0      | 1            | 0            | –      | –      | 17    | 0      |
| Hansa Rostock      | 2013/14            | 3. liga            | 0     | 0      | 0            | 0            | –      | –      | 0     | 0      |
| Hamburger SV       | 2013/14            | Bundesliga         | 0     | 0      | 0            | 0            | –      | –      | 0     | 0      |
| Hamburger SV       | 2014/15            | Bundesliga         | 9     | 0      | 0            | 0            | –      | –      | 9     | 0      |
| Hamburger SV       | 2015/16            | Bundesliga         | 0     | 0      | 0            | 0            | –      | –      | 0     | 0      |
| Greuther Fürth     | 2015/16            | 2. Bundesliga      | 2     | 0      | 0            | 0            | –      | –      | 2     | 0      |
| Ried (wyp.)        | 2016/17            | Bundesliga         | 0     | 0      | 0            | 0            | –      | –      | 2     | 0      |
| Ogólnie w karierze | Ogólnie w karierze | Ogólnie w karierze | 27    | 0      | 1            | 0            | 0      | 0      | 28    | 0      |